# Остров Отдыха
О́стров О́тдыха — второй по величине (после Татышева острова) остров на реке Енисей в черте города Красноярска. Находится между Железнодорожным районом на левом берегу и Свердловским и Кировским районами города на правом берегу Енисея. Административно относится к Свердловскому району. На остров ведёт автомобильно-пешеходный Коммунальный мост, а также дамба, по поверхности которой проложен Ярыгинский проспект.
Современная площадь острова составляет порядка 2,5 км² и постоянно увеличивается за счёт дамб и насыпей, соединивших его с соседними островками (остров Молокова). На острове с 29 октября 1967 года открыт Центральный стадион Красноярского училища олимпийского резерва. Таким образом, этот урбанизированный остров имеет важнейшее спортивно-рекреационное значение для всей Красноярской агломерации. От правого берега Енисея остров отделяет Абаканская протока.

## Климат
В советское время на острове была создана метеостанция «Гидропорт», задачей которой в том числе стало и изучение влияния созданного в 1970 году Красноярского водохранилища на климат города. Остров является самым тёплым местом Красноярской агломерации. В холодное время года после создания водохранилища средняя температура зимних месяцев стала выше на 2,0—4,0°С, а в летние месяцы она в среднем понизилась на 1,0—2,0 °С. Летом ночная отдача тепла в целом компенсируется дневным охлаждением. Температура воздуха в декабре — январе на острове колеблется в умеренных пределах —13,7… —14,7°С, а на станции Лыжная база в 3 км от уреза воды она в среднем составляет уже —19,0 °С. Средняя температура в июле +18,1 °С. Абсолютные минимумы температур на острове Отдыха варьируют в пределах —34… —37 °С.

## История создания
Остров появился путём засыпания проток, некогда разделявших островки располагавшегося здесь речного архипелага, состоявшего до революции 1917 года из 4-х островов. Самый большой из них назывался Конный остров, меньший носил название Телячий остров. Ещё два небольших острова располагались между Конным островом и правым берегом Енисея и были безымянными. Конный остров издавна использовался жителями города как место переправы между берегами реки с помощью плашкоута. Именно этот остров и лёг в основу современного острова Отдыха. По окончании строительства Коммунального моста Конный и Телячий острова были объединены. Два других маленьких острова таким же образом слились и создали единое целое — современный остров Отдыха. Несколько позднее через Абаканскую протоку в западной части острова была проложена дамба. До появления Красноярского водохранилища остров сильно страдал от наводнений. Так, Енисейское наводнение 1966 года полностью затопило его: под воду ушёл в том числе и строящийся стадион.